# David Dale
David Dale (Stewarton, 1739 – Cambuslang, 1806) è stato un imprenditore scozzese, che dimostrò che il lavoro in fabbrica poteva coesistere con la dignità umana.
Figlio di un droghiere, nacque a Stewarton, Arshyre, nel 1739.
Dopo un periodo di apprendistato come tessitore a Paisley, Dale viaggiò per il paese come agente.
Nel 1763 Dale mise in piedi un'attività in proprio a Glasgow, importando filato dai Paesi Bassi e dal Belgio. L'attività fu un successo e nel 1777 sposò la figlia del direttore di Edimburgo della Banca Reale di Scozia.
Dopo aver incontrato Richard Arkwright nel 1784, Dale decise di costruire un proprio cotonificio a New Lanark.
L'impresa fu un grande successo, ed ulteriori stabilimenti vennero costruiti a Blantyre, nel Sutherland ed a Oban.
Per far funzionare i propri filatoi, Dale impiegò centinaia di poveri bambini, provenienti dalle cosiddette "Workhouses" di Edimburgo e Glasgow.
Nell'ultimo decennio del Settecento oltre 2000 persone, compresi 500 bambini, vissero nel nuovo villaggio di New Lanark.
Nel 1799 sua figlia, Caroline Dale, sposò Robert Owen, il quale, grazie al contributo finanziario di parecchi uomini d'affari di Manchester, rilevò gli stabilimenti tessili di New Lanark per £60.000, facendone nel giro di pochi anni uno dei centri industriali più avanzati in termini di tutela dei lavoratori.
Uscito dallo scenario imprenditoriale David Dale si ritirò a Cambuslang, dove morì nel 1806.